# انجلا هیوئیت
اَنجلا هیوئیت (انگلیسی: Angela Hewitt؛ زادهٔ ۲۶ ژوئیهٔ ۱۹۵۸) موسیقی‌دان و نوازنده پیانو اهل کانادا است. وی سال‌هاست که ساکن لندن است.
او دانش‌آموختهٔ رشتهٔ نوازندگی پیانو در دانشگاه اتاوا و شهرتش به‌واسطهٔ تفسیر و تأویل هنری‌اش از آثار پیانویی یوهان سباستیان باخ است.